# S de Perseu
S de Perseu (S Persei) és un estel variable a la constel·lació de Perseu de magnitud aparent mitjana +9,17.

## Distància
S de Perseu és un estel allunyat del sistema solar i la seva distància s'ha avaluat en 2.420 ± 110 parsecs (7.900 anys llum). Té una velocitat radial consistent amb la del cúmul doble de Perseu (h + χ Persei), cosa que l'emplaça com a membre de l'associació estel·lar Persei OB1. El seu moviment al voltant del centre galàctic no és circular, i hom pensa que aquest moviment és representatiu del que té aquesta associació OB dins de la Via Làctia.

## Característiques
S de Perseu és una supergegant vermella de tipus espectral M4.5I amb una temperatura efectiva de 3.000 K —un altre estudi eleva aquesta xifra fins a 3.500 K. De gran grandària, té un radi d'entre 780 i 1.230 vegades més gran que el del Sol, cosa que equival a 3,6 - 5,2 ua; considerant la grandària major, si S Persei estiguera al centre del nostre sistema solar, la seva superfície s'estendria fins a l'òrbita de Júpiter. La seva lluminositat bolomètrica —en totes les longituds d'ona— equival a 86.000 vegades la lluminositat solar i, com altres estels similars, perd massa estel·lar a raó de 6,8 × 10-6 masses solars per any.
S de Perseu mostra emissió màser d'H₂O, SiO i OH. S'ha observat que l'activitat màser d'OH està polaritzada —el que implica l'existència d'un camp magnètic— i que el grau de polarització varia al llarg del temps. D'altra banda, la intensitat de la línia del liti LiI en el seu espectre és notable; atès que les supergegants vermelles no mostren aquesta característica, hom pensa que S Persei pot ser una genuina estrela de la branca asimptòtica de les gegants (RAG) rica en oxigen.

## Variabilitat
S de Perseu està catalogada com a variable semiregular SRC, el prototip de la qual és la coneguda μ Cephei. La seva lluentor fluctua entre magnitud +7,9 i +12,0, cosa que suposa una gran amplitud de variació, propera a les observades en les variables Mira. El seu període és de 813 ± 16 dies.